# 薛蕃康
薛蕃康（1923年—2019年），男，江西黎川人。中国英语语言文学研究家，上海外国语大学教授。编著有大学英语教材第三、四册，译有约翰·希克斯的《价值与资本》。

## 生平
1945年本科毕业于厦门大学银行专业，1950年硕士毕业于美国明尼苏达大学国际经济专业。1950年至1959年在上海外贸局工作，1959年至1962年在上海外贸学院任讲师。
1980年至1986年，任国家教委专业外语教材编审委员会委员，1988年至1992年任上海外国语学院国际经济贸易系主任，中国国际贸易学会常务理事，上海国际贸易学会理事。他是上海外国语大学国际经贸系（现国际金融贸易学院）的创始人之一。
2019年2月8日因病逝世，享年96岁。

## 译著
- 希克斯著,薛蕃康译.《价值与资本》.1962.
- 约翰·巴顿著,薛蕃康译.《论影响社会上劳动阶级状况的环境》.1990.
- 克莱因著,薛蕃康译.《凯恩斯的革命》.1962.
- 布赖恩·摩根著,薛蕃康译.《货币学派与凯恩斯学派:它们对货币理论的贡献》.1984.
- 厄斯苗著,薛蕃康译.《国际商法基础教程》.2001.